# 小行星5035
小行星5035（英語：5035 Swift）是一颗围绕太阳公转的小行星。1991年10月18日，上田清二、金田宏在钏路市发现了此天体。
这颗小行星的绝对星等为52.12762等。